# همه چیزی که داشتیم
همه چیزی که داشتیم (انگلیسی: All We Had) فیلم درام آمریکایی به کارگردانی کیتی هلمز و نوشتهٔ جاش بون می‌باشد. این فیلم براساس رمان همه چیزی که داشتیم نوشتهٔ آنی ویتروکس که در سال ۲۰۱۴ منتشر شد ساخته شد. در این فیلم کیتی هلمز، استفانیا لاوی اوون، لوک ویلسون، ریچارد کیند، مارک کنسلوس، جودی گریر و ایو لیندلی نقش آفرینی می‌کنند. این فیلم در ۹ دسامبر ۲۰۱۶ توسط گرویتاس ونچرز منتشر شد.

## خلاصه فیلم
در طول بحران‌های مالی جهانی در سال ۲۰۰۸، مادری تنها (کیتی هلمز) و دختر نوجوانش (استفانیا لاوی اوون) به دنبال خانه جدیدی بودند به امید این که زندگی بهتری داشته باشند تا این که آن‌ها به شهر کوچک میلدوسترن می‌روند.